# دارين رايت
دارين رايت (بالإنجليزية: Darren Wright)‏ هو لاعب دوري الرغبي أسترالي، ولد في 17 يناير 1968 في لي في المملكة المتحدة.